# Antonio Páez
Antonio Páez (ur. 5 września 1956 w Arenas del Rey) – hiszpański lekkoatleta specjalizujący się w biegach sprinterskich i średniodystansowych, uczestnik letnich igrzysk olimpijskich w Moskwie (1980). 

## Sukcesy sportowe
- mistrz Hiszpanii w biegu na 800 metrów – 1978[1]
- halowy mistrz Hiszpanii w biegu na 400 metrów – 1976[2]
- dwukrotny halowy mistrz Hiszpanii w biegu na 800 metrów – 1977, 1979

| Rok  | Miasto        | Zawody                    | Konkurencja   | Wynik         |
| ---- | ------------- | ------------------------- | ------------- | ------------- |
| 1977 | San Sebastián | Halowe mistrzostwa Europy | bieg na 800 m | 6. miejsce    |
| 1979 | Wiedeń        | Halowe mistrzostwa Europy | bieg na 800 m | złoty medal   |
| 1981 | Grenoble      | Halowe mistrzostwa Europy | bieg na 800 m | brązowy medal |
| 1982 | Mediolan      | Halowe mistrzostwa Europy | bieg na 800 m | złoty medal   |

## Rekordy życiowe
- bieg na 800 metrów – 1:45,69 – Madryt 19/07/1980
- bieg na 800 metrów (hala) – 1:47,4 – Wiedeń 25/02/1979
- bieg na 1000 metrów – 2:16,64 – Oslo 01/07/1980